# Kiss × sis
Kiss × sis (キス × シス, Kisu × shisu) est un manga écrit et illustré par Bow Ditama (en). Imprimé à l'origine comme un one shot en janvier 2004 par Kōdansha dans le magazine Bessatsu Young Magazine, il est prépublié dans ce même magazine à partir de décembre 2005, puis transféré en décembre 2009 dans le magazine Monthly Young Magazine à la suite du passage mensuel du premier magazine, et vingt-cinq tomes sont sortis en septembre 2021.
Douze OAVs sont réalisés entre décembre 2008 et avril 2015. Une série télévisée de douze épisodes a été diffusée en 2010, dont les génériques de fin sont interprétés par le duo YuiKaori.

## Synopsis
Keita est fils unique. À la suite du remariage de son père, il se retrouve avec deux sœurs jumelles, Ako et Riko. Jusque-là, tout va bien, sauf que celles-ci aiment vraiment leur nouveau petit frère, peut-être même trop... S'installe alors une espèce de compétition entre les deux sœurs pour voler le cœur de Keita, lequel n'a pas vraiment son mot à dire.

## Personnages
Keita Suminoe (住之江 圭太, Suminoe Keita)
Keita est né le 31 août et est le plus jeune de la famille.
Keita est un étudiant de troisième année scolaire cycle du secondaire qui étudie pour ses examens d'entrée à une haute école, et même s'il est le frère cadet d'Ako et Riko Suminoe, il est évident qu'il est le plus mature des trois. Il veut entrer dans le même lycée que ses demi-sœurs, et doit travailler dur tout en obtenant l'aide de ses sœurs pour réussir. Il est révélé plus tard qu'il était amoureux de ses sœurs quand ils étaient enfants et a même utilisé tout son argent de poche pour une prière demandant qu'il puisse épouser toutes les deux. Cela a changé quand il a découvert de son père que la polygamie est illégale. Il est faible quand il s'agit de l'alcool et devient plus excité quand il boit, mais après avoir dégrisé il ne se souvient pas de ce qu'il faisait la veille. Après le chapitre dix-huit du manga, il va à l'école de ses sœurs, Gakushu Senior High. Il commence alors à développer des sentiments pour Yuzuki Kiryu.
Ako Suminoe (住之江 あこ, Suminoe Ako)
Ako est née le 7 novembre et est l'aînée des sœurs jumelles.
Contrairement à Riko, elle porte une pince à cheveux pour empêcher les cheveux de tomber son front. Elle est gaie et lumineuse, mais peut être maussade, de mauvaise humeur, un peu enfantine et est rapidement gênée. Elle est plus intelligente que sa sœur, bonne cuisinière, et a appris à aider sa mère avec le ménage. Elle tient bien l'alcool, et s'en sert parfois à son avantage pour endormir Riko et pour avoir Keita rien que pour elle. Elle est un peu perverse et s'en sert souvent dans l'intention de séduire Keita, et va même cacher des magazines pornographiques dans sa chambre. Elle fait partie du comité d'école, mais a l'habitude d'abuser de son autorité pour obtenir de Keita d'être seul avec elle. Elle semble aussi aimer donner des noms aux baisers qu'elle donne à Keita dans certaines occasions, telles que le « bienvenue à la maison baiser », le « bon réveil baiser », le « étudie bien baiser » et ainsi de suite. On note aussi que Keita ne prend pas Ako au sérieux quand elle fait des "avances à la Riko", comme en mer dans le chapitre 49.
Riko Suminoe (住之江 りこ, Suminoe Riko)
Riko est la cadette des sœurs jumelles.
Contrairement à Ako, elle porte ses cheveux en queue de cheval, et les a plus long que sa sœur. Elle a l'habitude de répondre honnêtement, mais très franchement, entraînant tout le monde à sauter vers de conclusions hâtives. A un moment, elle est même sur le point de déclarer sincèrement que sa sœur veut un ordinateur uniquement pour accéder à du contenu pornographique; cependant, Ako arrive rapidement à l'en empêcher.
Elle est beaucoup plus timide en public que sa sœur, comme le prouve le fait qu'elle n'ait pas embrassé Keita en public. À l'école, elle est chargée de punir les autres étudiants, au comité de discipline, où elle utilise un bokken/Shinai pour punir les élèves. Elle a une personnalité plus stricte, mais tout comme sa sœur, elle va abuser de son autorité pour que Keita soit seul avec elle. Elle est aussi la plus manipulatrice des jumelles, comme cela apparaît clairement dans le manga chapitre 48, où elle utilise simplement les bons gestes pour séduire Keita. Yuzuki Kiryu a également noté cela quand elle les a vus s'embrasser et a déclaré que Riko avait un contrôle complet sur Keita. Cependant, elle montre ce caractère «spécial» quand elle est avec seulement Keita ou avec sa sœur et Keita.
Miharu Mikuni (三国 美春, Mikuni Miharu)
Miharu Mikuni est une étudiante de troisième année. Personnage assez calme et inconnu, elle est mise en valeur quand elle offre les résultats des examens d'entrée à Keita, ce qui marque le début de leur amitié. Contrairement aux autres filles, Miharu est relativement tacite, douce, intimidée et prédisposée à l'anxiété : elle souffre d'ailleurs d'énurésie. Sa relation avec Keita est essentiellement platonique; les sentiments qu'elle lui porte sont généralement éclipsés par les images qu'elle a de lui et de ses demi-sœurs. Elle fantasme parfois sur Keita, mais ne semble pas être sérieusement intéressée par une relation amoureuse avec lui. De l'ensemble du casting, Miharu est le seul personnage à lunettes.
Mikazuki Kiryu (桐生 三日月, Kiryū Mikazuki)
Mikazuki Kiryu est une étudiante de deuxième année de collège âgée de 13 ans et est la jeune sœur de Yuzuki Kiryu. En dépit de son jeune âge, elle est la plus mature des deux sœurs, et tend à garder la tête haute lorsqu'elle entre en conflit avec son aînée. Mikazuki lève les yeux à tout le monde, surtout Keita, et a le béguin pour la mode. Cependant, elle semble être tout aussi intéressée par l'idée de s'amuser en regardant les pitreries et les réactions des autres personnages. Mikazuki vit avec ses parents et est le plus petit personnage de l'ensemble du casting.
Yuzuki Kiryu (桐生 夕月, Kiryū Yūzuki)
Yuzuki Kiryu est un professeur d'histoire japonaise de 23 ans. Elle est la sœur aînée de Mikazuki, et se réprimande constamment quand elle fait des erreurs. Professeur bienveillant, elle peut rétablir l'ordre facilement, mais tend à se mettre en difficulté quand elle agit impulsivement sur des choses perçues sans chercher à savoir toute l'histoire. Par exemple, elle ne réalise pas que Ako et Riko sont les demi-sœurs de Keita, et non ses sœurs biologiques, jusqu'à ce qu'elles lui disent. Unique, célibataire, indépendante et sensiblement excentrique, elle est d'abord dégoûtée de Keita et sa relation avec Ako et Riko, au point d'avoir indûment croisé le fer avec lui. En fin de compte, comme les filles, et malgré sa différence d'âge, elle développe des sentiments contradictoires pour Keita. Obsédée par les anime, manga et cosplay, elle vit dans un appartement où l'on peut voir que Kanetsugu est son idole; elle a notamment une grande collection de produits dérivés, des livres, des jeux et des affiches. Elle apprécie particulièrement le thème des samouraïs. Elle en est tellement obsédée que ses parents l'ont forcée à choisir entre obtenir un appartement (ce qu'elle a fait) et renoncer à ses passe-temps de manière permanente. Elle mange souvent des ramen bon marché car elle utilise la plupart de son argent pour acheter des tenues qui encombrent sa chambre et l'appartement, et ne peut donc pas inviter quelqu'un chez elle sans que celui-ci ne découvre son passe-temps. Yuzuki est encore vierge.

## Manga
Kiss×sis a débuté en tant que série de one shots écrit et dessiné par Bow Ditama et publié dans le magazine Bessatsu Young Magazine en janvier 2004. La série a ensuite été transférée en septembre 2008 dans le magazine Weekly Young Magazine, puis de nouveau transférée dans le magazine Monthly Young Magazine en décembre 2009.

### Liste des volumes
| no                                                                                                 | Japonais         | Japonais          |
| no                                                                                                 | Date de sortie   | ISBN              |
| -------------------------------------------------------------------------------------------------- | ---------------- | ----------------- |
| 1                                                                                                  | 6 septembre 2007 | 978-4-06-372344-1 |
| 2                                                                                                  | 4 janvier 2008   | 978-4-06-375428-5 |
| 3                                                                                                  | 22 décembre 2008 | 978-4-06-375613-5 |
| Extra : Le tome 3 (ISBN 978-4-06-937284-1) est sorti en édition limitée contenant un épisode OAV.  |                  |                   |
| 4                                                                                                  | 22 mai 2009      | 978-4-06-375723-1 |
| Extra : Le tome 4 (ISBN 978-4-06-937296-4) est sorti en édition limitée contenant un épisode OAV.  |                  |                   |
| 5                                                                                                  | 20 novembre 2009 | 978-4-06-375829-0 |
| Extra : Le tome 5 (ISBN 978-4-06-358298-7) est sorti en édition limitée contenant un épisode OAV.  |                  |                   |
| 6                                                                                                  | 4 juin 2010      | 978-4-06-375925-9 |
| Extra : Le tome 6 (ISBN 978-4-06-358311-3) est sorti en édition limitée contenant un épisode OAV.  |                  |                   |
| 7                                                                                                  | 22 novembre 2010 | 978-4-06-375998-3 |
| Extra : Le tome 7 (ISBN 978-4-06-358322-9) est sorti en édition limitée contenant un épisode OAV.  |                  |                   |
| 8                                                                                                  | 22 juin 2011     | 978-4-06-376073-6 |
| Extra : Le tome 8 (ISBN 978-4-06-358339-7) est sorti en édition limitée contenant un épisode OAV.  |                  |                   |
| 9                                                                                                  | 30 novembre 2011 | 978-4-06-376158-0 |
| Extra : Le tome 9 (ISBN 978-4-06-358355-7) est sorti en édition limitée contenant un épisode OAV.  |                  |                   |
| 10                                                                                                 | 6 juillet 2012   | 978-4-06-376662-2 |
| Extra : Le tome 10 (ISBN 978-4-06-358380-9) est sorti en édition limitée contenant un épisode OAV. |                  |                   |
| 11                                                                                                 | 6 février 2013   | 978-4-06-376788-9 |
| Extra : Le tome 11 (ISBN 978-4-06-358403-5) est sorti en édition limitée contenant un épisode OAV. |                  |                   |
| 12                                                                                                 | 6 novembre 2013  | 978-4-06-376926-5 |
| Extra : Le tome 12 (ISBN 978-4-06-358439-4) est sorti en édition limitée contenant un épisode OAV. |                  |                   |
| 13                                                                                                 | 6 août 2014      | 978-4-06-377037-7 |
| Extra : Le tome 13 (ISBN 978-4-06-358487-5) est sorti en édition limitée contenant un épisode OAV. |                  |                   |
| 14                                                                                                 | 6 avril 2015     | 978-4-06-377162-6 |
| Extra : Le tome 14 (ISBN 978-4-06-358745-6) est sorti en édition limitée contenant un épisode OAV. |                  |                   |
| 15                                                                                                 | 6 novembre 2015  | 978-4-06-377347-7 |
| Extra : Le tome 15 (ISBN 978-4-06-362318-5) est sorti en édition limitée contenant un CD.          |                  |                   |
| 16                                                                                                 | 6 avril 2016     | 978-4-06-377455-9 |
| 17                                                                                                 | 4 novembre 2016  | 978-4-06-393070-2 |
| 18                                                                                                 | 2 mai 2017       | 978-4-06-393185-3 |
| 19                                                                                                 | 6 décembre 2017  | 978-4-06-510536-8 |
| 20                                                                                                 | 6 juillet 2018   | 978-4-06-512017-0 |
| 21                                                                                                 | 6 mars 2019      | 978-4-06-514797-9 |
| 22                                                                                                 | 6 mars 2020      | 978-4-06-518812-5 |
| 23                                                                                                 | 4 décembre 2020  | 978-4-06-521705-4 |
| 24                                                                                                 | 17 juin 2021     | 978-4-06-523672-7 |
| 25                                                                                                 | 18 novembre 2021 | 978-4-06-525882-8 |

## Anime

### OAV
L'annonce d'une adaptation en anime a été annoncée en juin 2008. Il s'agit d'OAV sortant en édition limitée avec les volumes du manga. Le premier épisode est sorti le 22 décembre 2008 avec le troisième volume, le second le 22 mai 2009 avec le quatrième volume, le troisième le 20 novembre 2009 avec le cinquième volume, le quatrième le 4 juin 2010 avec le sixième volume, le cinquième le 22 novembre 2010 avec le septième volume, le sixième le 20 juin 2011 avec le huitième volume, le septième le 30 novembre 2011 avec le neuvième volume, le huitième le 6 juillet 2012 avec le dixième volume, le neuvième le 6 février 2012 avec le onzième volume, le dixième le 6 novembre 2013 avec le douzième volume, le onzième le 6 août 2014 avec le treizième volume et le douzième le 6 avril 2015 avec le quatorzième volume.

#### Liste des épisodes
| No | Titre français                                    | Titre japonais             | Titre japonais                 | Date de 1re diffusion |
| No | Titre français                                    | Kanji                      | Rōmaji                         | Date de 1re diffusion |
| -- | ------------------------------------------------- | -------------------------- | ------------------------------ | --------------------- |
| 00 | Commencez à partir de zéro                        | ゼロから始めよう           | Zero Kara Hajimeyō             | 22 décembre 2008      |
| 01 | Sous le même toit                                 | ひとつ屋根の下             | Hitotsu Yane no Shita          | 22 mai 2009           |
| 02 | Noël pour deux                                    | ふたりでクリスマス         | Futari de Kurisumasu           | 22 novembre 2009      |
| 03 | Secrets de répétition                             | ひみつの予行練習           | Himitsu no Yokō Renshū         | 4 juin 2010           |
| 04 | Voyage aux sources thermales "Le bonheur suprême" | 至福の温泉旅行             | Shifuku no Onsen Ryokō         | 22 novembre 2010      |
| 05 | Plongé dans la confusion                          | 五里霧中でむちゅむちゅ     | Gorimuchū de Muchumuchu        | 22 juin 2011          |
| 06 | Mmmh ! visite médicale                            | むむむっ!な健康診断        | Mumumu! na Kenkōshidan         | 30 novembre 2011      |
| 07 | Floraison durant la saison des pluies             | 長梅雨に咲いた桃の花       | Chō Tsuyuni Saita Momo no Hana | 6 juillet 2012        |
| 08 | Une visite à domicile mouvementée                 | やっぱり！？波乱の家庭訪問 | Yappari!? Haran no Kateihōmon  | 6 février 2013        |
| 09 | La transpiration                                  | 狂おしき青春の汗           | Kuruoshiki Seishun no Ase      | 6 novembre 2013       |
| 10 | Dans ce champ de vision, beaucoup de couleurs     | あるやなしやは、十人十色   | Aru ya Nashiya wa, Jūninto-iro | 6 août 2014           |
| 11 | Une bonne relation pour toujours                  | いつまでもイイ関係         | Itsumade mo Ī Kankei           | 6 avril 2015          |

### Série télévisée
L'adaptation en série télévisée d'animation a été annoncée en novembre 2009. Les douze épisodes de cette adaptation ont été diffusés sur AT-X entre le 5 avril et le 21 juin 2010.

#### Liste des épisodes
| No | Titre français                                                | Titre japonais                         | Titre japonais                                | Date de 1re diffusion |
| No | Titre français                                                | Kanji                                  | Rōmaji                                        | Date de 1re diffusion |
| -- | ------------------------------------------------------------- | -------------------------------------- | --------------------------------------------- | --------------------- |
| 01 | Merveilleuse journée                                          | ワンダフルデイズ                       | Wandafuru Deizu                               | 5 avril 2010          |
| 02 | Une leçon pour deux                                           | 二人きりのレッスン                     | Futarikiri no Ressun                          | 12 avril 2010         |
| 03 | Fascination sucrée                                            | 魅惑のスイーツ!                        | Miwaku no Suītsu!                             | 19 avril 2010         |
| 04 | Qualifications d'un amant                                     | 魅惑のスイーツ!                        | Koibito no Shikaku                            | 26 avril 2010         |
| 05 | Je suis désolé                                                | ゴメンナサイ!                          | Gomen Nasai!                                  | 3 mai 2010            |
| 06 | Malaise à Akihabara                                           | 魅惑のスイーツ!                        | Munasawagi no Akiba                           | 10 mai 2010           |
| 07 | Qu... quoi ?! Illusion ruisselante d'un milieu d'été          | な、なんと～っ!?びしょ濡れ真夏の妄想曲 | Na, Nan to~?! Bisho Nure Manatsu no Mōsōkyoku | 17 mai 2010           |
| 08 | C'est toujours comme ça en août                               | 八月はいつもアレ                       | Hachigatsu wa Itsumo Are                      | 24 mai 2010           |
| 09 | Se tourner vers Dieu seulement dans les moments de souffrance | 苦しい時は神頼み                       | Kurushii Toki wa Kamidanomi                   | 31 mai 2010           |
| 10 | La production à la fin !                                      | とうとう本番！                         | Tōtō Honban                                   | 7 juin 2010           |
| 11 | Une bonne journée tatillonne                                  | いい日、ダメ出し!                      | Ii Hi, Damedashi!                             | 14 juin 2010          |
| 12 | Un, deux, ménage à trois !                                    | いち、にの、3P!                        | Ichi, Ni no, San Pī!                          | 21 juin 2010          |

### Édition japonaise
1. 1 2  Tome 1
2. 1 2  Tome 2
3. 1 2  Tome 3
4. 1 2  Tome 4
5. 1 2  Tome 5
6. 1 2  Tome 6
7. 1 2  Tome 7
8. 1 2  Tome 8
9. 1 2  Tome 9
10. 1 2  Tome 10
11. 1 2  Tome 11
12. 1 2  Tome 12
13. 1 2  Tome 13
14. 1 2  Tome 14
15. 1 2  Tome 15
16. 1 2  Tome 16
17. 1 2  Tome 17
18. 1 2  Tome 18
19. 1 2  Tome 19
20. 1 2  Tome 20
21. 1 2  Tome 21
22. 1 2  Tome 22
23. 1 2  Tome 23
24. 1 2  Tome 24
25. 1 2  Tome 25

Édition limitée
1. ↑  Tome 3 – Édition limitée
2. ↑  Tome 4 – Édition limitée
3. ↑  Tome 5 – Édition limitée
4. ↑  Tome 6 – Édition limitée
5. ↑  Tome 7 – Édition limitée
6. ↑  Tome 8 – Édition limitée
7. ↑  Tome 9 – Édition limitée
8. ↑  Tome 10 – Édition limitée
9. ↑  Tome 11 – Édition limitée
10. ↑  Tome 12 – Édition limitée
11. ↑  Tome 13 – Édition limitée
12. ↑  Tome 14 – Édition limitée
13. ↑  Tome 15 – Édition limitée